# Cebrio pectoralis
Cebrio pectoralis is een keversoort uit de familie Cebrionidae. De wetenschappelijke naam van de soort is voor het eerst geldig gepubliceerd in 1875 door Chevrolat.